# Gamma de la Corona Boreal
Gamma de la Corona Boreal (γ Coronae Borealis) és un estel de magnitud aparent +3,81, la tercera més brillant en la constel·lació de Corona Boreal darrere d'Alphecca o Gemma (α Coronae Borealis) i Nusakan (β Coronae Borealis). És un binari de qui les seves dos components estan visualment molt properes, amb una separació sempre inferior a un segon d'arc. La seva duplicitat va ser descoberta per Friedrich Georg Wilhelm von Struve en 1925. Està situat a 145 anys llum del sistema solar.
La component principal del sistema, Gamma Coronae Borealis A, està catalogada com un subgegant de tipus espectral B9IV. Amb una temperatura de 11.000 K, té una lluminositat 48 vegades major que la del Sol i un diàmetre 1,9 vegades major que el diàmetre solar, paràmetres que s'ajusten millor als d'un estel de la seqüència principal (on l'energia s'obté per la fusió d'hidrogen) i no als d'una subgegant. La component secundària, Gamma Coronae Borealis B, és clarament un estel blanc de la seqüència principal de tipus A3V i 8800 K de temperatura, 9 vegades més lluminós que el Sol i amb un diàmetre 1,3 vegades més gran que el solar. Gamma Coronae Borealis A està classificat com una variable Delta Scuti, encara que sembla massa calent per entrar dins d'aquesta categoria.
El període orbital del sistema és de 92,94 anys, i la separació mitjana entre els dos estels és de 32,7 ua, aproximadament la distància existent entre Neptú i el Sol. No obstant això, l'excentricitat de l'òrbita (ε = 0,48) fa que la separació entre les dues components variï entre 49 i 17 ua; el proper periastre —mínima separació entre els estels— tindrà lloc en 2024. El pla de l'òrbita amb prou feines està inclinat 5º respecte a la línia de visió, per la qual cosa el sistema no està lluny de ser un binari eclipsant.